# Maximus (Genf)
Maximus  war im frühen 6. Jahrhundert Bischof der burgundischen Stadt Genf. Er ist der fünfte in historischen Quellen bezeugte Bischof von Genf. 

## Leben
Der französische Kirchenhistoriker Louis Duchesne legte dar, dass Maximus der Sohn des Genfer Senators Florentinus war. In einem erhaltenen Brief aus dem Jahr 513 erwähnt der Erzbischof Avitus von Vienne Maximus erstmals, der als Bischof von Genf dem burgundischen Metropolitanbistum Vienne unterstellt war.
Ebenfalls aus dem Jahr 513 ist überliefert, dass Bischof Maximus in Annemasse, einem Nachbarort von Genf, an der Stelle eines antiken Tempels eine Kirche errichtet hat. Erzbischof Avitus nahm 515 die Weihe dieses Gotteshauses vor.
Zusammen mit andern Bischöfen des Burgunderreiches erreichte Maximus, dass König Sigismund im oberen Rhonetal bei der Ortschaft Agaunum (Saint-Maurice, Kanton Wallis) ein Kloster zu Ehren des Heiligen Mauritius stiftete. Mauritius galt als Schutzpatron des Königreiches. Am 22. September 515 fand die feierliche Weihe des neuen Klosters statt, an welcher neben dem König und einigen burgundischen Fürsten auch Erzbischof Avitus und mehrere Bischöfe, darunter Maximus von Genf, anwesend waren.
517 nahm Maximus am Konzil der burgundischen Bischöfe in Albon teil, danach 518 und 523 an den Kirchenversammlungen von Lyon sowie 524 am Konzil von Arles und möglicherweise auch noch 529 an der Synode von Orange und einem weiteren Konzil in Vaison in der Provence. So wie die genauen Lebensdaten von Maximus ist jedoch auch das Enddatum seines Episkopats nicht sicher bekannt; in der Literatur wird dafür aufgrund der überlieferten Bischofslisten gelegentlich das Jahr 523 erwogen.